# Suleiman Laeq

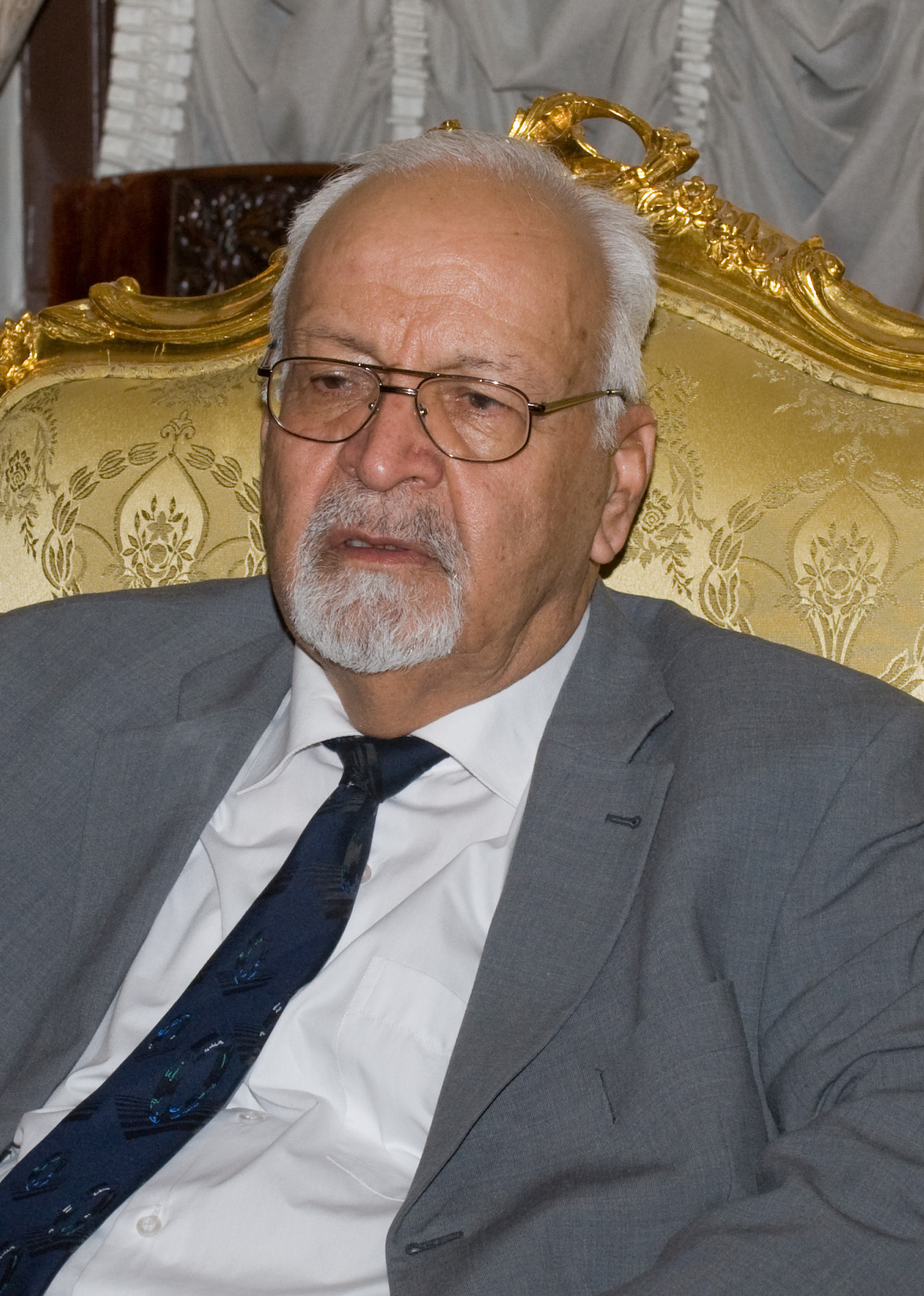
Suleiman Laeq, 2009

Suleiman Laeq (* 12. oder 13. Oktober 1930 in Sharana, Paktika; † 31. Juli 2020 in Deutschland), auch Laiq, Laweq und Layeq geschrieben, war ein afghanischer Dichter und Politiker. Von ihm stammt der Text der afghanischen Nationalhymne Garam schah, la garam schah zur Zeit des kommunistischen Regimes.

## Leben
Laiq studierte in Kabul Literaturwissenschaft, sein Promotionsstudium absolvierte er in der Sowjetunion. Von 1957 bis 1968 besetzte er verschiedene Posten in den staatlichen Medien. 1968 wechselte er in die Politik und wurde in den Vorstand der DVPA aufgenommen. Laiq gehörte dem Parcham an, dem gemäßigt-sozialistischen Flügel der Partei, mit dessen Leiter Mir Akbar Khyber er verschwägert war. Eine andere Schwester war mit Sibghatullah Modschaddedi, dem späteren afghanischen Präsidenten, verheiratet.
Nach der kommunistischen Revolution im Jahr 1978 wurde Laiq Kultusminister. Als die rivalisierende Chalq-Fraktion sämtliche Parcham-Anhänger aus der Regierung ausschloss und verfolgte, wurde auch Laiq für kurze Zeit inhaftiert. 1981 wurde er Mitglied des Zentralkomitees und Präsident der Akademie der Wissenschaften sowie Minister für Stämme, Nomaden und Ethnien.
Im September 2019 wurde er bei einem Bombenattentat in Kabul, das nicht speziell seiner Person galt, schwer verletzt. Im Sommer 2020 hielt er sich zur weiteren Behandlung der Attentatsverletzungen in Deutschland auf, wo er am 31. Juli starb. Die Beisetzung fand in Kabul statt.